# Serguei Soloviov
Serguei Soloviov (rus: Сергей Михайлович Соловьёв)  (Moscou, 5 de maig de 1820 (Julià) - Moscou, 4 d'octubre de 1879 (Julià)), nom complet amb patronímic Serguei Mikhàilovitx Soloviov, fou un dels historiadors russos més importants, la influència del qual a la següent generació d'historiadors (Vassili Kliutxevski, Dmitri Ilovaiski, Serguei Platónov) ha estat molt important.

## Biografia
Fill d'un conegut historiador. El 1891 pronuncià un discurs contra la pena de mort (amb motiu de l'assassinat d'Alexandre II pels populistes) que va obligar-lo a abandonar la seva activitat com a professor. Des d'aleshores es dedicà plenament a la recerca filosòfica i a la creació literària.
Se'l considera un dels filòsofs russos més importants. Desenvolupà les seves idees no només en treballs pròpiament filosòfics, sinó també a través de la poesia, que es troba en la línia de Tiúttxev, Fet i A. Tolstoi.
Tot i que atacà directament les primeres manifestacions públiques del simbolista Briússov, és, d'una manera palpable, el precedent directe del simbolisme rus. La seva concepció místico-filosòfica de l'art i de la vida va tenir una influència decisiva en els simbolismes del país, sobretot en els joves; la seva poesia els serví d'estímul i de font d'inspiració directa.
Amic de Dostoievski, hi va influir i en va rebre influència al seu torn. Dins d'una concepció cristiano-platònica de la vida, construeix un sistema filosòfic basat en la idea de la "uni-totalitat": la unitat és Déu, la multiplicitat és la naturalesa, i l'home és l'intermediari entre l'un i l'altra, especialment a través de l'art i de la bellesa. En les imatges filosòfiques de la seva poesia té particular importància en la idea de l'"etern femení" com a principi creador i mòbil de vida.
Al costat de l'aspecte seriós, Soloviov tenia una faceta humorística desconeguda pels lectors que no formaven part del seu cercle d'amistats, però feta pública pòstumament i que no desmereix el talent del poeta.

## Obra
- No debades ens trobàrem (1882)
- Al cor del torb forà que borna" (1882)
- Ex Oriente lux (1890)